# 의류학
의류학(衣類學)은 옷과 직물, 패션을 연구하는 학문이다.